# Jan Nečas
Jan Nečas (* 24. Februar 1977 in Brno) ist ein tschechischer Fußballspieler.
Jan Nečas begann mit dem Fußballspielen als Siebenjähriger beim Brünner Verein TJ KPS, der sich 1993 in FC LeRK Brno umbenannte und 1996 mit dem SK Prostějov zum 1. SK Prostějov fusionierte. Da gehörte Nečas schon zum Profikader. 
Anfang 1997 wechselte der Mittelfeldspieler zum Erstligisten FC Slovan Liberec, für den er allerdings nur ein Spiel bestritt. Weitere Stationen Nečas' waren die Zweitligisten FK Mladá Boleslav und 1. FC Česká Lípa. 1999/00 spielte er erneut für Slovan Liberec. Im Sommer 2000 wechselte er zum Ligakonkurrenten FC Viktoria Pilsen. Anfang 2001 ging Nečas in die Slowakei zum FK AS Trenčín, für den er in drei Jahren 64 Ligaspiele bestritt und dabei ein Tor schoss. Im Januar 2004 schloss er sich dem 1. FC Brünn an, wurde jedoch nur ein Mal in der ersten Mannschaft und neun Mal im B-Team eingesetzt. 
Zur Saison 2004/05 wurde Nečas vom damaligen slowakischen Zweitligisten FC Nitra verpflichtet, mit dem er in die Corgoň liga aufstieg und dort 28 Spiele absolvierte. Anschließend wechselte Jan Nečas zum ungarischen Erstligisten FC Tatabánya. In der Saison 2007/08 spielte der Tscheche für den malaysischen Klub Kelantan FA. Anschließend ging Nečas nach Österreich, um dort im Amateurbereich seine Karriere ausklingen zu lassen.
| Personendaten    | Personendaten                |
| ---------------- | ---------------------------- |
| NAME             | Nečas, Jan                   |
| KURZBESCHREIBUNG | tschechischer Fußballspieler |
| GEBURTSDATUM     | 24. Februar 1977             |
| GEBURTSORT       | Brno                         |